# Der Kameramörder
Der Kameramörder ist ein Roman von Thomas Glavinic. Das Buch wurde 2001 veröffentlicht und 2002 mit dem Friedrich-Glauser-Preis ausgezeichnet. Das Werk ist in der Ich-Erzählform geschrieben, somit bleibt die Identität der Hauptperson verborgen. Sonja Wagner, die Ehefrau des Ich-Erzählers, wird in dem Buch nur als „Lebensgefährtin“ bezeichnet, während Heinrich und Eva Stubenrauch als eine nette Gastgeberfamilie beschrieben werden. Der Schreibstil des Autors ist sehr einfach, Interpunktion wird kaum verwendet.

## Handlung
Der Ich-Erzähler berichtet sachlich, gefühllos und ausführlich bis in kleinste Einzelheiten über seine Osterferien von Donnerstag bis Sonntag. Sein Protokoll, das ohne Absatz und ohne Kapiteleinteilung zu Ende geführt wird, handelt von einem Aufenthalt mit seiner „Lebensgefährtin“ Sonja Wagner in einer winzigen Stadt in der Weststeiermark, wo das mit ihnen befreundete Ehepaar, Heinrich und Eva Stubenrauch, wohnt. Die beiden Paare essen zusammen eine Osterjause und unternehmen verschiedene Vergnügungen, wie Spazierengehen, sie spielen Federball, Tischtennis und Karten, wobei der Leser vom Inhalt des jeweiligen Essens, von den Punkten beim Wettspiel, sogar von der Toilettenpause und der Zahl der Wespen über dem Esstisch erfährt.
Die Ferienzeit der beiden Paare wird jedoch bald gänzlich von den Medien vereinnahmt, die über einen seltsamen Mord in einem nahe gelegenen Ort berichten. Ein Mann hat dort zwei Kinder dazu gezwungen, von einem Baum in den Tod zu springen. Außerdem hat er den Mord mit einer Videokamera aufgenommen. Der Film wurde auf einem Parkplatz gefunden. Die Aufnahmen wurden dann in einem deutschen Privatsender übertragen. Der nahe gelegene Tatort, die Grausamkeit des Mordes und die aufregende Berichterstattung der Medien, all dies beschwört in den Protagonisten Neugier und Angst, und gerade deswegen können sie auf das Fernsehen nicht verzichten.
Die Fahnder der Polizei nähern sich der Gegend, in der sich die beiden Paare aufhalten, bis schließlich auf dem Fernsehbildschirm mit den live übertragenen Luftbildern das Haus der Stubenrauchs und die davor stehenden vier Protagonisten selbst erscheinen. Der Ich-Erzähler richtet seinen Blick abwechselnd auf die reale Welt, in der sich mehrere Polizisten zu ihnen drängen, und auf den dies übertragenden Bildschirm. Am Ende kommt ein Polizist zum Ich-Erzähler und verhaftet ihn wegen des Mordes an den beiden Kindern. Er schließt sein Protokoll mit dem Satz „Ich leugne nicht“.

## Dramatisierung
Unter der Regie von Eva Hosemann wurde eine Theaterfassung von Der Kameramörder im Theater Rampe in Stuttgart inszeniert. Die als Monolog konzipierte Fassung spielte der Schauspieler Christoph Kail. Die Uraufführung fand am 12. Februar 2010 statt.

## Verfilmung
Unter der Regie von Robert Adrian Pejo (Österreich/Ungarn) wurde der Roman in einer österreichisch-schweizerisch-ungarischen Koproduktion verfilmt. Die Adaption der literarischen Vorlage wurde von Agnes Pluch, unter Mitarbeit von Robert Adrian Pejo und Günther Pscheider gemacht. Die Hauptrollen werden gespielt von Andreas Lust (Heinrich), Dorka Gryllus (Sonja), Merab Ninidze (Thomas) und Ursina Lardi (Eva). Die ungarische Premiere war am 7. Februar 2010 in Budapest im Rahmen der Ungarischen Filmschau, die österreichische Premiere fand am 16. März als Eröffnungsfilm der Diagonale 2010 in Graz statt. Die Verfilmung wurde in Österreich ab 14 Jahren freigegeben.

## Ausgaben
- Thomas Glavinic: Der Kameramörder. Deutscher Taschenbuch Verlag, München 2006, ISBN 978-3-423-13546-7.